# 라임튜브
라임튜브는 라임캐스트 소속의 키즈 크리에이터이자 유튜버인 길라임이 운영하는 유튜브 채널이다.
장난감을 가지고 노는 일상적인 모습과 숫자, 알파벳을 배울 수 있는 콘텐츠들을 다루고 있다. 메인 채널인 라임튜브 외에도 라임아트, 라임엔토이즈, 라임엔컬러즈 등 자매 채널을 운영하며 다양한 주제의 영상을 제작하고 있다. 2022년 3월 26일 기준으로 377만 명의 구독자를 보유하고 있고,한국 유튜브 채널 중 66위에 올라있다.